# Werner von Gilsa
Werner Albrecht Freiherr von und zu Gilsa (né le 4 mars 1889 à Berlin et mort le 8 mai 1945 à Litoměřice) est un General der Infanterie allemand qui a servi au sein de la Heer dans la Wehrmacht pendant la Seconde Guerre mondiale.
Il a été récipiendaire de la croix de chevalier de la croix de fer avec feuilles de chêne. Cette décoration est son grade supérieur, les feuilles de chêne, sont attribuées pour récompenser un acte d'une extrême bravoure sur le champ de bataille ou un commandement militaire avec succès.
Il a été le dernier assigné comme commandant de la Wehrmacht à Dresde. En 1936, alors qu'il est Oberstleutnant (Lieutenant colonel), Gilsa est nommé commandant du village olympique durant les Jeux olympiques d'été de 1936 à Berlin.

## Biographie

### Pré-guerre et Première Guerre mondiale
Werner von Gilsa est issu d'une famille noble allemande, les seigneurs et barons de Gilsa (de), et est lui-même baron (Freiherr). Ses parents sont le major général Karl von und zu Gilsa (de) (1854-1913) et son épouse Leonie, née von Wallmoden (1862-1937).  Il rejoint le régiment de fusiliers de la Garde, élément de l'armée prussienne, le 19 mars 1908. Le 19 août 1909, Gilsa est nommé sous-lieutenant. Au début de la Première Guerre mondiale, il monte au front comme chef de peloton. Il est promu premier lieutenant le 24 juillet 1915. Entre-temps, il lui est décerné la croix de fer première et seconde classe. Gilsa devient adjudant de régiment, puis adjudant-major de brigade; le 15 juillet 1918, il est promu au grade de capitaine (Hauptmann). À la fin de la guerre, il reçoit la croix de chevalier de l'ordre de la chambre royale de Hohenzollern avec épées, ainsi que d'autres décorations.

### Les annéesWeimar
Après la guerre, Gilsa est transféré dans la Reichsheer. De là, il fait la transition, au printemps de 1920, au 115e régiment d'infanterie militaire de la Reichsheer et est responsable de la formation de 100 000 hommes. Il devient officier de compagnie dans le 5e régiment d'infanterie prussienne, puis commandant de compagnie. Entre 1924 et 1927, il est chef de la 8. MG (bataillon de mitrailleuses) du 5e régiment d'infanterie prussienne. Le 1er octobre 1930, il est nommé adjoint au commandant de la zone d'exercice des troupes à Döberitz et comme tel est promu au grade de major le 1er juin 1931.

### Carrière dans la Wehrmacht
Gilsa devient commandant du 1er bataillon du 6e régiment d'infanterie le 1er avril 1934. Il est promu lieutenant-colonel (Oberstleutnant) le 1er septembre 1934. Avec l'élargissement de la Reichsheer, Gilsa devient le commandant du 1er bataillon du régiment d'infanterie à Lübeck. Il est nommé commandant du Régiment de la Garde de Berlin le 15 octobre 1935. En tant que tel, il devient, à l'été 1936, le commandant du village olympique, en remplacement de Wolfgang Fürstner.

### Seconde Guerre mondiale
Gilsa est, du 1er octobre 1936 au 31 janvier 1941, commandant du 9e régiment d'infanterie. Il mène son unité dans la Campagne de Pologne au début de la Seconde Guerre mondiale. Pendant la campagne, il lui est décerné les 2 agrafes (Spangen) de sa croix de fer, ce qui signifie qu'il lui a été décerné ces décorations pour la deuxième fois. Au début de 1940, son régiment combat dans la Campagne contre la France. Gilsa réussit à prendre Charleville avec quelques ponts intacts sur la Meuse, ce qui contribue à la réussite de l'avance allemande. Pour cette réalisation, il reçoit la croix de chevalier de la croix de fer, le 5 juin 1940. Du 1er avril 1941 au 4 avril 1943, Gilsa est commandant de la 216e division d'infanterie. À l'hiver 1941-1942, sa division est envoyée sur le Front de l'Est. Pour la défense des sites fortifiés de Soukhinitchi (Festen Platzes Suchinitschi), Gilsa reçoit les feuilles de chêne de sa croix de chevalier, le 24 janvier 1942. Il est promu au grade de lieutenant général (Generalleutnant le 1er octobre de cette année.
Gilsa était un confident des conspirateurs dans le complot d'assassinat d'Hitler par Claus von Stauffenberg.[réf. nécessaire]

### Dernier commandement
Gilsa est promu général d'infanterie (General der Infanterie) le 1er juillet 1943. Du 11 juin 1943 au 23 novembre 1944, il est le commandant général du 89e Corps d'Armée (LXXXIX. Armeekorps), qui prend part à la bataille de l'Escaut, du  2 octobre au 8 novembre 1944. Gilsa est commandant militaire de Dresde du 15 mars à mai 1945. À Dresde, il ouvre les  hôpitaux et les entrepôts de nourriture de la Wehrmacht à la population civile.
Capturé par les Soviétiques à la fin de la guerre, Gilsa met fin à sa vie en se suicidant.

## Décorations
- Croix de fer (1914)
  - 2e classe  (18 octobre 1914)
  - 1re classe (14 mai 1915)
- Croix hanséatique de Hambourg
- Croix de chevalier de l'ordre royal de Hohenzollern avec glaives
- Croix d'honneur
- Agrafe de la croix de fer (1939)
  - 2e classe (14 septembre 1939)
  - 1re classe (21 octobre 1939)
- Médaille du Front de l'Est
- Croix de chevalier de la croix de fer avec feuilles de chêne
  - Croix de chevalier le 5 juin 1940 en tant que Oberst et commandant du Infanterie-Regiment 9
  - 68e feuilles de chêne le 24 janvier 1942 en tant que Generalmajor et commandant de la 216. Infanterie-Division